# Куншаш
Куншаш (каз. Күншаш) — озеро в Алтынсаринском районе Костанайской области Казахстана. Находится в 7 км к северо-западу от села Зуевка.
По данным топографической съёмки 1944 года, площадь поверхности озера составляет 2,37 км². Наибольшая длина озера — 3 км, наибольшая ширина — 1,3 км. Длина береговой линии составляет 7,3 км, развитие береговой линии — 1,32. Озеро расположено на высоте 173 м над уровнем моря.